# Asociación Arturo Prat
La Asociación Arturo Prat (AAP) fue una asociación de clubes de fútbol de Chile, con sede en la ciudad de Santiago, que congregó a las principales instituciones educacionales y obreras de la capital. Fue fundada el 21 de mayo de 1905 por el concejal Arturo Izquierdo Cerda, y organizada por la Municipalidad de Santiago. La asociación fue disuelta en 1912.

## Historia
La Asociación Arturo Prat (AAP) fue fundada el  21 de mayo de 1905 y su formación concretada por la Municipalidad de Santiago. Su primer directorio estuvo constituido por: Arturo Izquierdo Cerda como presidente, Armando Venegas como secretario y Óscar Diener como tesorero. Se estableció como su principal objetivo «propagar el juego del football y otros ejercicios atléticos entre la clase obrera y los alumnos de establecimiento de instrucción». Así, se resuelve jugar la Copa Esmeralda y la Copa Municipal, esta última reservada solo para escolares. El municipio dispuso el arreglo de las canchas y resolvió hacer gestiones para conseguir la suspensión de clases los jueves por la tarde, a fin de que los maestros llevasen a cabo las excursiones o juegos atléticos pertinentes. Entre los ganadores de los campeonatos atléticos realizados, destacó la Escuela Militar.
A pesar del apoyo municipal, la AAP no fue capaz de igualar el poderío de la Asociación de Football de Santiago (AFS), fundada dos años antes, y solo concentró su actividad en el fútbol escolar y obrero. De esta manera, la asociación dispuso de dos competencias: la Copa Municipal, destinada para los establecimientos educacionales, y la Copa Chile, para las organizaciones obreras.
Con los años, la asociación fue perdiendo protagonismo, ya que algunos de sus mejores equipos se integraron a la AFS, entre ellos, Gimnástico Arturo Prat y Arco Iris. Finalmente la AAP fue disuelta en 1912 y en sus últimos años, su secretario fue Carlos Fanta.
El principal legado que dejó la Asociación Arturo Prat fue, junto con ampliar la difusión del fútbol hacia otros sectores de la sociedad, «...el haber abierto un cauce orgánico para la actividad de una serie de clubes compuestos por estudiantes», por ejemplo, la Escuela de Artes y Oficios, la Escuela de Minería y el Internado F. C.; y por obreros, destacando Gutenberg F. C., Gimnástico Arturo Prat y Arco Iris.

## Historial

### Copa Esmeralda de la Asociación Arturo Prat[4]
| Año  |                   | Campeón             | Subcampeón |
| 1905 | Santiago National | Chile-Argentina III |            |
| 1906 | Arco Iris         |                     |            |
| 1907 | Prat              | Arco Iris           |            |
| 1908 | Prat              | Arco Iris           |            |
| 1909 | Prat              |                     |            |
| 1910 |                   |                     |            |
| 1911 |                   |                     |            |

### Copa Municipal de la Asociación Arturo Prat[4]

#### Primera Serie
| Año  |                            | Campeón                         | Subcampeón |
| 1905 | Sacred Hearts              |                                 |            |
| 1906 | Escuela de Artes y Oficios |                                 |            |
| 1907 | Internado                  |                                 |            |
| 1908 | Escuela de Minería         | Escuela de Artes                |            |
| 1909 | Escuela de Artes           | Escuela Práctica de Agricultura |            |
| 1910 | Internado                  | Escuela de Artes                |            |
| 1911 |                            |                                 |            |

#### Segunda Serie
| Año  |                     | Campeón | Subcampeón |
| 1909 | Instituto Inglés II |         |            |
| 1910 |                     |         |            |
| 1911 |                     |         |            |

### Copa Chile de la Asociación Arturo Prat
| Año  |            | Campeón | Subcampeón |
| 1909 | Magallanes |         |            |
| 1910 | Simpson    |         |            |
| 1911 |            |         |            |